# Семилетов, Эммануил Фёдорович
Эммануил Фёдорович Семилетов (1872, город Новочеркасск — 27 ноября 1919, Новочеркасск) — один из наиболее известных донских казачьих генералов. Георгиевский кавалер.

## Биография
Окончил Новочеркасское казачье училище. Выпущен подхорунжим в 15-й Донской казачий полк. По состоянию здоровья уволен в отставку в чине сотника. Был товарищем председателя Донского сельскохозяйственного общества.
- 1914 — добровольно ушёл в действующую армию.
- 1916 — произведён в войсковые старшины за боевые отличия.
- Конец 1917 — вернулся на Дон и организовал из молодёжи второй по численности (после отряда есаула Чернецова) партизанский отряд.
- Начало 1918 — участвовал в обороне Новочеркасска.
- 12 февраля 1918 — выступил с отрядом (две конные и три пешие сотни при двух орудиях и тринадцати пулемётах) в Степной поход в составе отряда походного атамана П. X. Попова.
- Участвовал в боях за станицы Великокняжескую и Платовскую.
- 9 апреля 1918 — полковник.
- 11 апреля 1918 — командующий Северной группой войск.
- 27 апреля 1918 — генерал-майор.
- 8 мая 1918 — после расформирования партизанских отрядов вышел в отставку.
- 10 октября 1918 — в резерве главнокомандующего ВСЮР.
- 6 декабря 1918 — командовал сформированным им в Новороссийске Донским пешим батальоном.
- 11 января 1919 — в резерве при штабе главнокомандующего ВСЮР.
- Февраль 1919 — командующий всеми партизанскими отрядами Донской армии при атамане генерале Богаевском.
- Весна 1919 — начальник сводно-партизанской дивизии («Партизанского корпуса») в составе Дудаковского, Чернецовского и Семилетовского отрядов, Студенческой боевой дружины, Отдельной конной Партизанской сотни и 4-го Донского казачьего полка.
- Сентябрь 1919 — начальник 3-й отдельной Донской добровольческой бригады.
- Конец ноября 1919 — скончался от сыпного тифа. Похоронен в Новочеркасске.

## Награды
- Орден Святого Станислава 3-й степени с мечами и бантом (ВП 28.10.1915)
- Орден Святой Анны 3-й степени с мечами и бантом (ВП 21.04.1916)
- Орден Святого Владимира 4-й степени с мечами и бантом (ВП 24.11.1916)
- Георгиевское оружие (ВП 24.11.1916)
- Орден Святого Георгия 4-й степени (ПАФ 29.10.1917)
- Крест «За Степной поход» на Георгиевской ленте (26.04.1918)